# منتخب الأرجنتين لكرة اليد الشاطئية للسيدات
منتخب الأرجنتين لكرة اليد الشاطئية للسيدات (بالإسبانية: Selección femenina de balonmano playa de Argentina)‏ هو ممثل الأرجنتين الرسمي في المنافسات الدولية في كرة اليد للسيدات
.